# ایران.
ایران. è il dominio di primo livello nazionale (ccTLD) internazionalizzato assegnato all'Iran.